# Rafel Aveleyra
Rafel Aveleyra, född 29 juli 1932, är en mexikansk bågskytt. Han deltog vid olympiska sommarspelen 1972.